# 태풍 끄라톤
태풍 끄라톤(KRATHON)은 2024년에 북서태평양에서 발생한 제18호 태풍이다. 끄라톤은 태국에서 제출한 이름으로 열대과일의 한 종류이다.

## 개요
태풍 끄라톤은 9월 28일 9시에 중심기압 1000hPa, 최대풍속 18m/s, 강풍 반경 390km의 열대폭풍으로 필리핀 마닐라 북동쪽 약 630km 부근 해상에서 발생하였다.(일본 기상청 태풍정보 속보치 기준) 발생 이후 거의 정체 및 서북서진하면서 루손 해협 및 남중국해의 높은 수온과 열용량으로 인해 급발달하였고, 10월 1일 9시에 대만 타이베이시 남남서쪽 약 520km 부근 해상(남중국해)에서 일본 기상청 기준으로 중심기압 915hPa, 최대풍속 54m/s의 '맹렬한' 태풍으로 최성기를 맞이하였다. 최성기 이후 거의 정체 및 북동진하면서 대만의 산맥 영향과 건조 공기로 인해 어느 정도 약화된 상태로 10월 3일 15시에 일본 기상청 기준 중심기압 985hPa, 최대풍속 31m/s의 세력으로 대만 가오슝시에 상륙하였다. 대만 상륙 이후 대만의 산맥 영향으로 급약화되어서, 한국 기상청 기준으로는 10월 4일 9시에 대만 타이베이시 남남서쪽 약 260km 부근 육상에서 중심기압 1002hPa의 열대저기압으로 약화되었다고 해석하였다. 일본 기상청 기준으로는 다시 남중국해로 진출해서 10월 4일 9시에 대만 타이베이시 남동쪽 약 373km 부근 해상(남중국해)에서 중심기압 1006hPa의 열대저기압으로 약화되었다고 해석하였다. 끄라톤은 태국에서 제출한 이름으로 열대과일의 한 종류이다. 그리고 2024년 제18호 태풍 끄라톤(KRATHON)의 남중국해 10분 평균 풍속 4번째 Violent(맹렬) 등급 달성은 2024년 12월 24일에 발표된 일본 기상청의 2024년 제18호 태풍 끄라톤(KRATHON)의 사후해석에서 최종적으로 확정되었다. 그리고 열대저압부로 약화된 시각이 10월 3일 21시로 앞당겨졌다.